# Duse Nacaratti
Duse Nacaratti (Cataguases, 1942. június 22. – Rio de Janeiro, 2009. július 23.) brazil színész. Szerepelt színdarabokban, televíziós műsorokban és filmekben is.

## Televíziós munkái
- 2008 - Negócio da China - Tia Saudade
- 2008 - Faça sua História -
- 2007 - Sítio do Pica-Pau Amarelo - Velha Firinfiféia
- 2005 - Alma Gêmea - Bruxa
- 2002 - Desejos de Mulher - Iracema
- 2001 - Brava Gente - Moeder van Marcilene
- 1986 - Cambalacho - Cibele Sampaio
- 1984 - Corpo a Corpo - Virgínia Mercier
- 1982 - Sol de Verão - Madalena
- 1982 - Chico Anysio Show - Tiete

## Filmjei
- 2008 - Elvis & Madona - Jura
- 1987 - Romance da Empregada - Vriendin van Fausta
- 1986 - Com Licença